# 柏拉圖坑
柏拉图环形山（Plato）是月球正面位于雨海东北侧、阿尔卑斯山脉西北端的一座大撞击坑，约形成于38-32亿年前的晚雨海世，略晚于雨海地质龄，其名称取自古希腊哲学家柏拉图(约公元前428/427年-公元前348/347年)，是由意大利天文学家暨耶稣会天主教神父乔瓦尼·巴蒂斯塔·里乔利在1651年首次提出，1935年被国际天文学联合会最终正式确定。

## 描述
该陨坑南面是一系列被称作特內里費山脈的隆起地形、西北伸展着冷海，而东面，在阿尔卑斯山脉间分布着数条统称为柏拉图月溪的沟壑，而它的西北则坐落了较小的布利斯陨石坑，该陨坑中心月面坐标为51°37′N 9°23′W / 51.62°N 9.38°W，直径100.68公里，深度约2.86公里，内部容积121003。
柏拉图环形山已完全被玄武岩熔岩所淹没，坑内没有中央峰及较醒目的大陨坑，表面只散布有少量细小的撞击坑穴。坑底高出雨海近500米，并呈现相对较暗的反照率，与周边崎岖的背景地形形成极大的反差，看上去就像一块明显的暗斑。十七世纪波兰天文学家约翰·赫维留曾将它称之为"大黑湖"。
该陨坑外观轮廓大体圆形，部分边缘略呈锯齿状，沿坑口峰谷峭崿错落，其中有位于西侧壁上高2900米的泽塔峰(ζ)和东侧壁上3200米高的伽玛峰(γ)、2600米高的德尔德峰(δ)以及1900米高的艾普西隆峰(ε)，当太阳光斜照在这些巉刻兀立的峰壁上时，则在坑底投下一些突出的壁影，不过请注意，以上峰高数据尚未得到完全证实，只是引自一些其它的来源。
柏拉图环形山部分内侧壁已产生坍塌，尤其是西侧一处长约15公里的大三角区-泽塔高原，一道地峡将它与坑壁相分离；而西南侧坑壁上则穿切了一道醒目的月谷。柏拉图外观形状较为规则，但从地球看因透视作用而呈现为卵状。

## 月球瞬变现象
柏拉图环形山最為人知晓的就是所谓的月球瞬变現象，包括亮斑、色变、部分区域朦胧雾化以及月食期间出现闪光，它是已报告月球上出现瞬变現象第二多的地方。这些异常现象目前尚无确切的解释。迄今为止，不管是宇宙探测器或是地球观测站，都没拍摄到任何一张有关该陨坑瞬变現象的照片，因此，瞬变现象极可能只是观察条件，加上太阳光照射角度变化的共同作用所导致。

## 图集

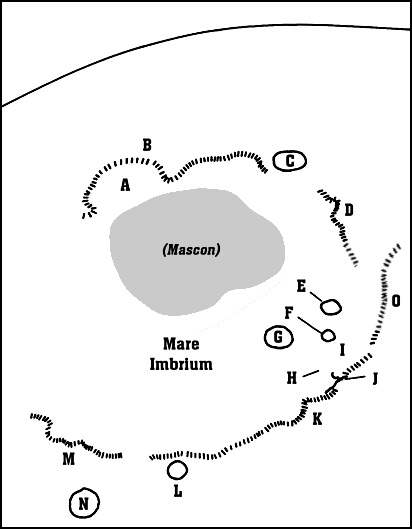
雨海特征的详图。柏拉圖坑的位置以"C"標示。
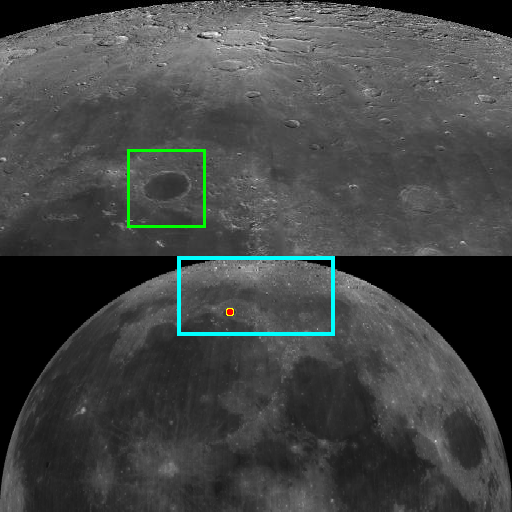
克莱门汀号的照片
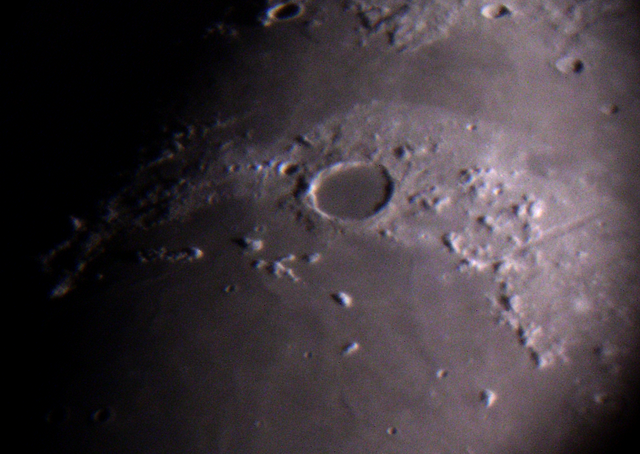
从地球拍攝的柏拉图坑(中心)照片。
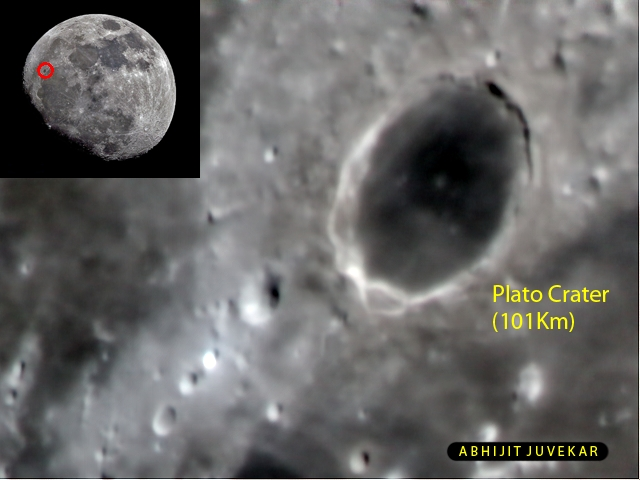
从地球看到的柏拉图环形山
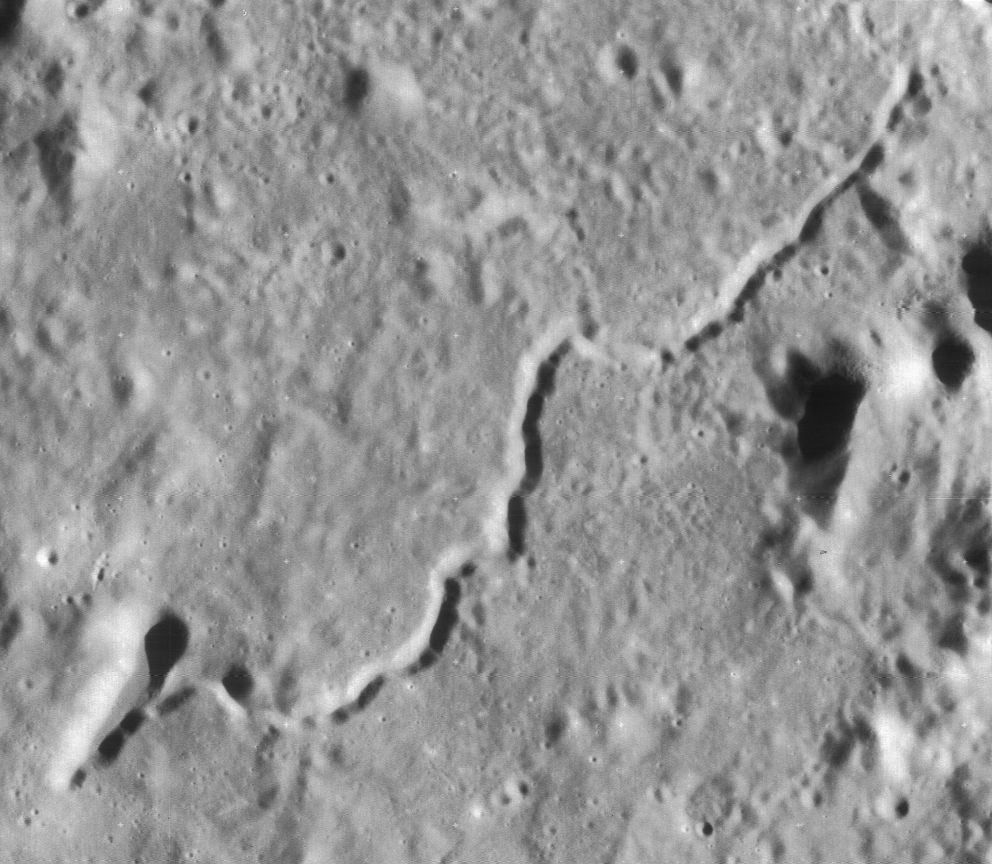
月球轨道器4号拍摄的柏拉图月溪
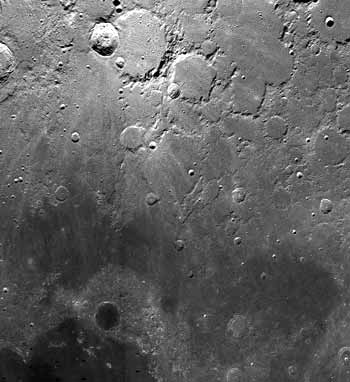
冷海照片，柏拉图环形山是冷海南面的一个黑圆圈。
月球勘测轨道飞行器记录的柏拉图坑数据,插图显示了绿线从左到右的高度.

## 衛星坑
按惯例，最靠近柏拉图环形山的卫星坑在月图上以字母标注在该坑中心点的旁边。

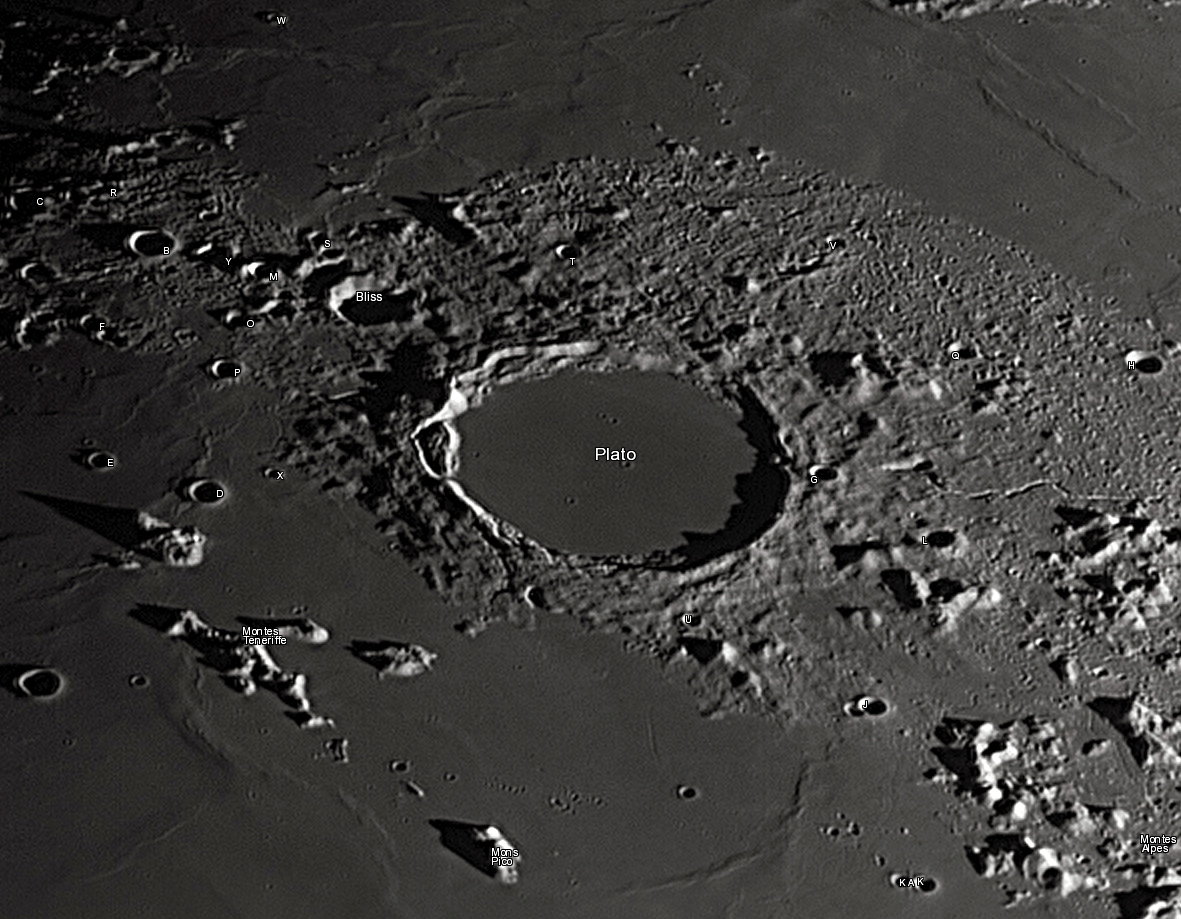
卫星坑图

| 柏拉圖 | 緯度    | 經度    | 直徑    |
| ------ | ------- | ------- | ------- |
| B      | 53.0° N | 17.2° W | 13 公里 |
| C      | 53.2° N | 19.4° W | 10 公里 |
| D      | 49.6° N | 14.5° W | 10 公里 |
| E      | 49.7° N | 16.2° W | 7 公里  |
| F      | 51.7° N | 17.4° W | 7 公里  |
| G      | 52.1° N | 6.3° W  | 8 公里  |
| H      | 55.1° N | 2.0° W  | 11 公里 |
| J      | 49.0° N | 4.6° W  | 8 公里  |
| K      | 46.8° N | 3.3° W  | 6 公里  |
| KA     | 46.8° N | 3.6° W  | 6 公里  |
| L      | 51.6° N | 4.3° W  | 10 公里 |
| M      | 53.1° N | 15.4° W | 8 公里  |
| O      | 52.3° N | 15.4° W | 9 公里  |
| P      | 51.5° N | 15.2° W | 8 公里  |
| Q      | 54.5° N | 4.8° W  | 8 公里  |
| R      | 53.8° N | 18.3° W | 6 公里  |
| S      | 53.8° N | 14.9° W | 6 公里  |
| T      | 54.5° N | 11.2° W | 8 公里  |
| U      | 49.6° N | 7.4° W  | 6 公里  |
| V      | 55.8° N | 7.4° W  | 6 公里  |
| W      | 57.2° N | 17.8° W | 4 公里  |
| X      | 50.1° N | 13.8° W | 5 公里  |
| Y      | 53.1° N | 16.3° W | 10 公里 |

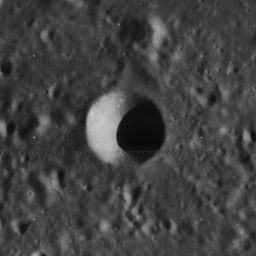
卫星坑"柏拉图 H"
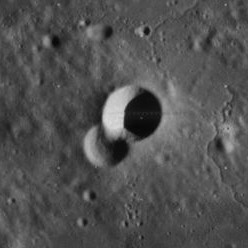
卫星坑"柏拉图 J"

- 2000年卫星坑"柏拉图 A"已被国际天文学联合会更名为布利斯陨石坑。

## 科幻作品
它是1955年亞瑟·查理斯·克拉克短篇小說《地光》中的天文观察站；1966年罗伯特·安森·海莱恩《严厉的月亮》小说中月球上"拥挤"的香港殖民地以及系列电视连续剧《太空：1999》中的月球阿尔法基地。
在美国二十世纪儿童读物作家"杰罗姆·贝蒂"(Jerome Beatty Jr.)所撰写的鲁尼系列儿童丛书中，柏拉图环形山还是主人公"马修·鲁尼"和"玛丽亚·鲁尼"在月球上的穴屋。

## 参引资料
1. 1 2 3  Lunar Impact Crater Database (2011) Losiak et al, LPI Lunar Exploration Intern Program (2009). Revised by Ohman, LPI (2011).
2. ↑   (PDF).   [2017-04-02]. （原始内容存档 (PDF)于2013-06-05）.
3. ↑  .   [2017-04-02]. （原始内容存档于2019-12-03）.
4. ↑  .   [2017-04-03]. （原始内容存档于2018-05-30）.

## 另请参阅
- Andersson, L. E.; Whitaker, E. A. . NASA RP-1097. 1982.
- Blue, Jennifer. . USGS. July 25, 2007  [2007-08-05]. （原始内容存档于2012-04-08）.
- Bussey, B.; Spudis, P. . New York: Cambridge University Press. 2004. ISBN 978-0-521-81528-4.
- Cocks, Elijah E.; Cocks, Josiah C. . Tudor Publishers. 1995. ISBN 978-0-936389-27-1.
- McDowell, Jonathan. . Jonathan's Space Report. July 15, 2007  [2007-10-24]. （原始内容存档于2012-05-26）.
- Menzel, D. H.; Minnaert, M.; Levin, B.; Dollfus, A.; Bell, B. . Space Science Reviews. 1971, 12 (2): 136–186. Bibcode:1971SSRv...12..136M. doi:10.1007/BF00171763.
- Moore, Patrick. . Sterling Publishing Co. 2001. ISBN 978-0-304-35469-6.
- Price, Fred W. . Cambridge University Press. 1988. ISBN 978-0-521-33500-3.
- Rükl, Antonín. . Kalmbach Books. 1990. ISBN 978-0-913135-17-4.
- Webb, Rev. T. W.  6th revised. Dover. 1962. ISBN 978-0-486-20917-3.
- Whitaker, Ewen A. . Cambridge University Press. 1999. ISBN 978-0-521-62248-6.
- Wlasuk, Peter T. . Springer. 2000. ISBN 978-1-85233-193-1.